# Axel Schölmerich
Axel Schölmerich (* 1952 in Marburg an der Lahn) ist ein deutscher Psychologe und ehemaliger Rektor der Ruhr-Universität Bochum.

## Leben
Schölmerich studierte Erziehungswissenschaften (Diplom 1977) und Psychologie (Diplom 1980) an der Universität Mainz. Von 1977 bis 1978 war er Fulbright-Stipendiat an der University of Washington in Seattle. Nach Promotion an der Universität Osnabrück im Jahr 1990 und einem fünfjährigen Forschungsaufenthalt als Fogarty-Fellow an den National Institutes of Health (Maryland, USA) habilitierte er sich 1995 in Mainz im Fach Psychologie.
Anschließend nahm er einen Ruf auf die C3-Professur „Entwicklungspsychologie“ an der Martin-Luther-Universität Halle-Wittenberg an. 1996 wurde Schölmerich an die Ruhr-Universität  Bochum (RUB) auf die C3-Professur Entwicklungspsychologie berufen, im Jahr 2005 wurde er W3-Professor.
Von 2006 bis 2007 war er Dekan der Fakultät für Psychologie, ab 2007 gehörte er dem Senat der RUB an, von 2012 bis 2014 als Vorsitzender. In dieser Funktion initiierte er u. a. die erste gemeinsame Veranstaltung aller Senatoren der Universitätsallianz Ruhr (UA Ruhr). Er war von 2007 bis 2015 Vertrauensdozent der Deutschen Forschungsgemeinschaft (DFG).
Von dem 1. Oktober 2015 bis zum 31. Oktober 2021 war Schölmerich Rektor der Ruhr-Universität Bochum und trat dann in den Ruhestand.
Aus dem Ruhestand heraus bewarb sich Schölmerich überraschend an die Georg-August-Universität Göttingen. Am 23. Januar 2025 gab das Niedersächsische Ministerium für Wissenschaft und Kultur bekannt, dass Schölmerich die Universität ab 1. März 2025 für ein Jahr als Interimspräsident leiten soll. Am 1. März 2025 hat er dieses Amt angetreten.

## Mitgliedschaften
Schölmerich war von 2016 bis 2022 Mitglied im Verwaltungsrat RWI-Leibniz-Institut für Wirtschaftsforschung; von 2016 bis 2021 Mitglied des Verwaltungsrats des Max-Planck-Instituts für Eisenforschung; Vorstandsvorsitzender der RUB-Stiftung, Vorstandsmitglied der Gesellschaft für Akademische Studienvorbereitung und Testentwicklung (g.a.s.t.); Mitglied des Kuratoriums der Stiftung Geschichte des Ruhrgebiets; Mitglied des Kuratoriums der Stiftung Situation Kunst (für Max Imdahl); Persönliches Mitglied des Initiativkreis Ruhr; Mitglied im Kuratorium des Instituts für Berg- und Energierecht; sowie Vorstandsvorsitzender der Rubitec - GmbH.
Seit 2022 ist er Mitglied des Kuratoriums des Horst-Görtz-Instituts für Sicherheit in der Informationstechnik.